# Alfred-Kunze-Sportpark
Der Alfred-Kunze-Sportpark ist eine Sportanlage im Stadtteil Leutzsch der sächsischen Stadt Leipzig. Die Anlage umfasst ein Fußballstadion mit einem Hauptplatz, drei weitere Rasenplätze, eine Fußballhalle, einen Kunstrasenplatz und einen Hartplatz mit Flutlicht, sowie zwei Sozialtrakte und ein Geschäftshaus. Die Anlage wird von der BSG Chemie Leipzig als alleiniger Mieter genutzt. Momentan ist die Kapazität des Stadions auf 4999 Zuschauer, durch Auflagen des Ordnungsamtes, begrenzt. Die Spielstätte befindet sich zwischen dem S-Bahnhof Leipzig-Leutzsch und dem Leipziger Auwald.
Von 1949 bis 1992 trug die Spielstätte den Namen Georg-Schwarz-Sportpark. Georg Schwarz war ein deutscher Politiker und Widerstandskämpfer gegen den Nationalsozialismus, der 1945 hingerichtet wurde. Am 27. Mai 1992 erfolgte die feierliche Umbenennung. Der neue Namensgeber Alfred Kunze war Mitglied der NSDAP und gilt bis heute als der erfolgreichste Trainer des Leutzscher Vereins. Unter seiner Führung errang die damalige BSG Chemie Leipzig unter anderem den DDR-Meistertitel.
Die Anlage fasste in den 1950er Jahren bis zu 30.000 Besucher. Der Zuschauerrekord stammt aus dem Jahr 1950. Das Spiel der BSG Chemie Leipzig gegen die BSG Turbine Erfurt (0:1) fand vor 32.000 Zuschauern statt. Nach der Wende wurde die Kapazität auf Grund von Umbaumaßnahmen von 22.000 auf 18.000 Zuschauer reduziert. Zur Verfügung stehen seitdem 927 Tribünen-, 2.721 Dammsitz- und 14.352 Stehplätze.

## Geschichte

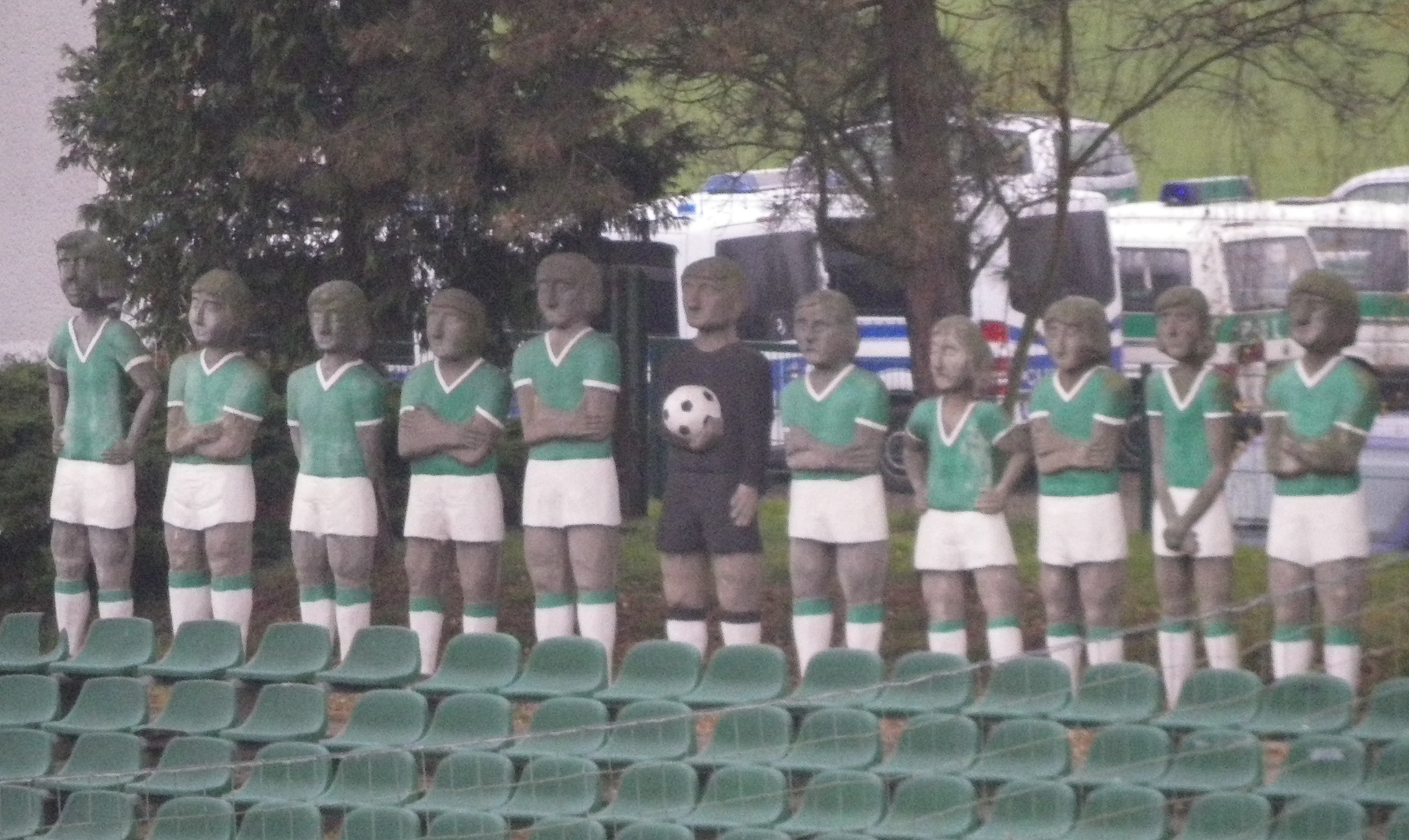
Die Beton-Elf von 1964

Im Jahr 1919 plante die damals noch eigenständige Gemeinde Leutzsch die Errichtung des 512.545,83 Mark teuren Sportareals mit einer Fläche von 36.410 m². Die Bauzeit belief sich auf ca. ein Jahr, so dass im Sommer 1920 der Spielbetrieb aufgenommen wurde. Im Zuge der Eingemeindung Leutzschs ging die Anlage am 1. Januar 1922 in Leipziger Stadteigentum über.
In den 1920er Jahren war das Areal Austragungsstätte verschiedener Fußball-, Sport- und Arbeiterturnvereine. Auf Initiative des Turnvereins „Jahn“ Leipzig-Leutzsch entstand in den Jahren 1925 bis 1926 das noch heute erhaltene zweigeschossige Vereinsgebäude im Art-Déco-Baustil.
Im Rahmen der „Machtergreifung“ der Nationalsozialisten wurden die in Leutzsch ansässigen Vereine 1933 enteignet und liquidiert. Die Anlagen wurden von der SA für die Ausbildung genutzt. Später war dort eine Fliegergruppe des deutschen Luftsport-Verbandes ansässig.
Dennoch blieb die Resonanz für das Gelände unter Arbeitersportlern groß. Seit 1935/36 etwa spielte der FC-Sachsen-Vorgänger SV Tura 1899 Leipzig regelmäßig vor Rekordkulissen von bis zu – damals beachtlichen – 20.000 Zuschauern. Mit dem sich abzeichnenden Kriegsende schließt sich aber bald das Kapitel des SV Tura.
Auf Grund der politischen und gesellschaftlichen Umstrukturierungen nach sowjetischem Vorbild entstanden in der Sowjetischen Besatzungszone und später in der DDR neue Vereine. Fortan nutzten SG Leipzig-Leutzsch (1946–1949), ZSG Industrie Leipzig (1949/50), BSG Chemie Leipzig (1950–1954), BSG Chemie Leipzig-West (1954–1963) und erneut BSG Chemie Leipzig (1963–1990) die Sportanlage.
Alfred Kunze, der spätere Namensgeber, prägte als Trainer die erfolgreichsten Jahre des Areals. In den frühen 1950er sowie in den 1960er Jahren strömten im Schnitt bis zu 27.000 Zuschauer nach Leutzsch. In der Spielzeit 1963/64 errang Chemie Leipzig zur Überraschung der dirigistischen DDR-Sportfunktionäre den DDR-Meistertitel. In Erinnerung daran wurden die Spieler der Mannschaft als Betondenkmal überlebensgroß im Sportpark aufgestellt. In der Saison 1966/67 folgte der FDGB-Pokalsieg. Beim Umbau des Stadions von 1965 bis 1966 wurde der erste Stadionzaun Deutschlands vor den Tribünen errichtet.
In den Jahren bis zur Wende wurden die Heimspiele vereinzelt – z. B. bei Lokalderbys gegen Ortsrivale 1. FC Lokomotive Leipzig – ins Zentralstadion verlegt.
Nach der Wiedervereinigung war der Georg-Schwarz- und später Alfred-Kunze-Sportpark von 1990 bis Ende 2003 und in der Saison 2009/10 Heimspielstätte des FC Sachsen Leipzig. Von Anfang 2004 bis Mitte 2009 trug der Verein seine Heimspiele im neugebauten Zentralstadion aus, der Alfred-Kunze-Sportpark wurde derweil als Trainingsgelände genutzt. Nach der Insolvenz des FC Sachsen Leipzig und der Einstellung des Spielbetriebes am 30. Juni 2011 wurde der Sportpark an die neugegründete SG Sachsen Leipzig verpachtet, der Verein nutzte das Gelände zusammen mit der BSG Chemie Leipzig. Beide Männermannschaften trugen dabei ihre Heimspiele abwechselnd aus. Ende der Saison 2013/14 war die SG Sachsen insolvent und stellte den Spielbetrieb ein. Seitdem ist die BSG Chemie Leipzig alleiniger Nutzer des Sportparks.
Am 3. September 2016 traf die BSG Chemie Leipzig im Sportpark vor 4.999 Zuschauern auf den Bundesligisten Eintracht Frankfurt (2:2). Die Einnahmen sollen dem Erhalt des renovierungsbedürftigen Stadions zugutekommen. Die Eintracht verzichtete auf die Antrittsgage. Vor der Partie überreichte Vorstandsmitglied Axel Hellmann einen Scheck über 10.000 Euro.
Am 30. Oktober 2018 fand im Rahmen der 2. Hauptrunde des DFB-Pokals, in der die BSG Chemie Leipzig gegen den SC Paderborn antrat, das erste Spiel in der Geschichte des Stadions unter Flutlicht statt. Dazu wurden vier mobile Flutlichtmasten eines englischen Anbieters angemietet. Eine festinstallierte Flutlichtanlage wurde am 25. Januar 2023 bei einem Spiel gegen den FC Rot-Weiß Erfurt eingeweiht.
Am 1. Dezember 2018 erhielt das Stadion anlässlich der Oberliga-Begegnung gegen die BSG Wismut Gera für einen Tag seinen alten Namen Georg-Schwarz-Sportpark zurück, um des antifaschistischen Widerstandskämpfers zu gedenken. Die Fangruppe „Georg Schwarz Brigade“ hatte den Anstoß zur Restaurierung der Gedenktafel an der Geschäftsstelle der BSG gegeben. Die Einweihung sowie eine Ausstellung über das Leben und Wirken Schwarz‘ war Teil der Veranstaltung.

## Bauzustand
Im Allgemeinen befindet sich die gesamte Sportanlage in baufälligem Zustand. Größere Sanierungsmaßnahmen scheiterten in der Vergangenheit häufig an fehlenden finanziellen Mitteln sowie an der Nähe zum Naturschutzgebiet des Leipziger Auwaldes. Lediglich die Trainingsanlagen neben dem Stadion wurden sukzessive ausgebaut. So verfügt das Areal heute unter anderem über einen Kunstrasenplatz. Durch die Mitarbeit vieler Anhänger konnten im Jahr 2009 sowohl die Sitzschalen des Dammsitzes als auch die Tribüne neu lackiert werden. Außerdem wurden mehrere Wellenbrecher auf der Stehtribüne installiert. Seitdem die neugegründete BSG Chemie Leipzig das Stadion seit 2011 als Untermieter und seit 2014 als Hauptpächter nutzt, finden wieder umfangreichere Renovierungs- und Modernisierungsarbeiten im Stadion statt. So wurde ein Teil des Stehplatzbereiches neben der Geschäftsstelle renoviert und zum Familienblock ausgebaut sowie eine vollständige Überholung der zwischenzeitlich einsturzgefährdeten Holztribüne unternommen. Ende des Jahres 2017 präsentierte der Vorstand der BSG Chemie ein Konzept, im Rahmen dessen eine vollständige Modernisierung des Stadions und des Geländes bis 2030 realisiert werden soll. Dies soll unter anderem zu einer Erhöhung der Zuschauerkapazität auf 11.000 Plätze führen.
Im Rahmen des 100. Jubiläums der Anlage wurde im März 2020 ein Entwicklungskonzept der Stadt, in Abstimmung mit der BSG Chemie, vorgestellt. Demnach soll der Sportpark innerhalb von 20 Jahren in mehreren Abschnitten bis 2040 komplett saniert werden. Die ersten Maßnahmen sollen bis 2023 durchgeführt werden. So sollen die Wasser- und Abwasserleitungen erneuert und erschlossen werden. Für die Spielfelder ist eine bessere Entwässerung geplant und das Stadion soll Flutlicht erhalten. Die Funktionsgebäude sollen mit Versorgungsleitungen für Wasser, Strom, Gas, Telekommunikation und Sicherheitstechnik ausgestattet werden. Die Kosten sollen sich für den ersten Abschnitt auf eine Million Euro. Hinzu kommt der Bau eines zweistöckigen Funktionsgebäudes mit 900 m² Nutzfläche für ca. drei Mio. Euro. Verein, Stadt und Land wollen kurzfristig neue Ballfanganlagen aufbauen. Auf einem nicht mehr nutzbaren Hartplatz soll ein Kunstrasenbeleg verlegt und mit Flutlicht ausgerüstet werden. Die Zeit zwischen 2024 und 2030 ist mit der Sanierung der Nord- und der Holztribüne sowie der Errichtung von zwei zusätzlichen Sanitäranlagen und Lärmschutzmaßnahmen verplant. Nach Abschluss dieses Abschnitts werden bis 2040 die beiden übrigen Ränge renoviert. Des Weiteren erhält der Sportpark eine neue Sporthalle, ein zweites Funktionsgebäude und eine Leichtathletikanlage mit Kunststoffbahn. Über die Gesamtkosten wurden keine Angaben gemacht. Sie werden aber zwischen 20 und 30 Mio. Euro geschätzt.